# Tricorythopsis araponga
Tricorythopsis araponga is een haft uit de familie Leptohyphidae. De wetenschappelijke naam van de soort is voor het eerst geldig gepubliceerd in 2005 door Dias & Salles.
De soort komt voor in het Neotropisch gebied.